# Corbeille de fruits
Corbeille de fruits (en italien Canestra di frutta) est un tableau de Caravage conservé à la pinacothèque Ambrosienne de Milan.

## Historique
La datation exacte de ce tableau est sujette à débats, depuis sa « redécouverte » en 1919 (date de sa réattribution par Longhi ; il passait auparavant pour une œuvre issue des Pays-Bas). Son attribution à Caravage, en revanche, ne pose désormais aucune difficulté. Certains auteurs y ont vu initialement plutôt une œuvre de jeunesse (L.Venturi, Marangoni et Voss) ; Longhi en repousse cependant la datation de quelques années, soit vers 1596-1598. D'autres auteurs penchent pour des dates avoisinantes, parfois plus précoces, généralement plus tardives ; l'échelle va de 1594 à 1602.
Quoi qu'il en soit, il est probable que l’œuvre ait été réalisée lors du séjour de Caravage chez le cardinal del Monte, bien que sa présence soit attestée dans la collection du cardinal Federico Borromeo qui en fait don en 1607 à l'Ambrosienne qu'il venait de créer.

## Description
Sur un fond uniforme jaune paille, une corbeille tressée ronde chargée de fruits et de feuilles se détache nettement au centre du tableau, dont elle occupe surtout la partie inférieure ; elle est posée sur un rebord de table, presque en déséquilibre. Fruits et feuillages sont entremêlés, débordant de la corbeille ; un branchage de vigne s'étend vers la droite, jusqu'à sortir du cadre du tableau. Les fruits représentés (pomme, poire, figues, raisins, pêche) sont mûrs, voire trop mûrs pour certains. De même, certaines feuilles sont fraîches, mais d'autres paraissent déjà fanées. Beaucoup de marques d'imperfection (traces d'insectes ou de maladies végétales diverses) sont rendues avec une grande précision et sans chercher du tout à enjoliver la réalité.

## Analyse

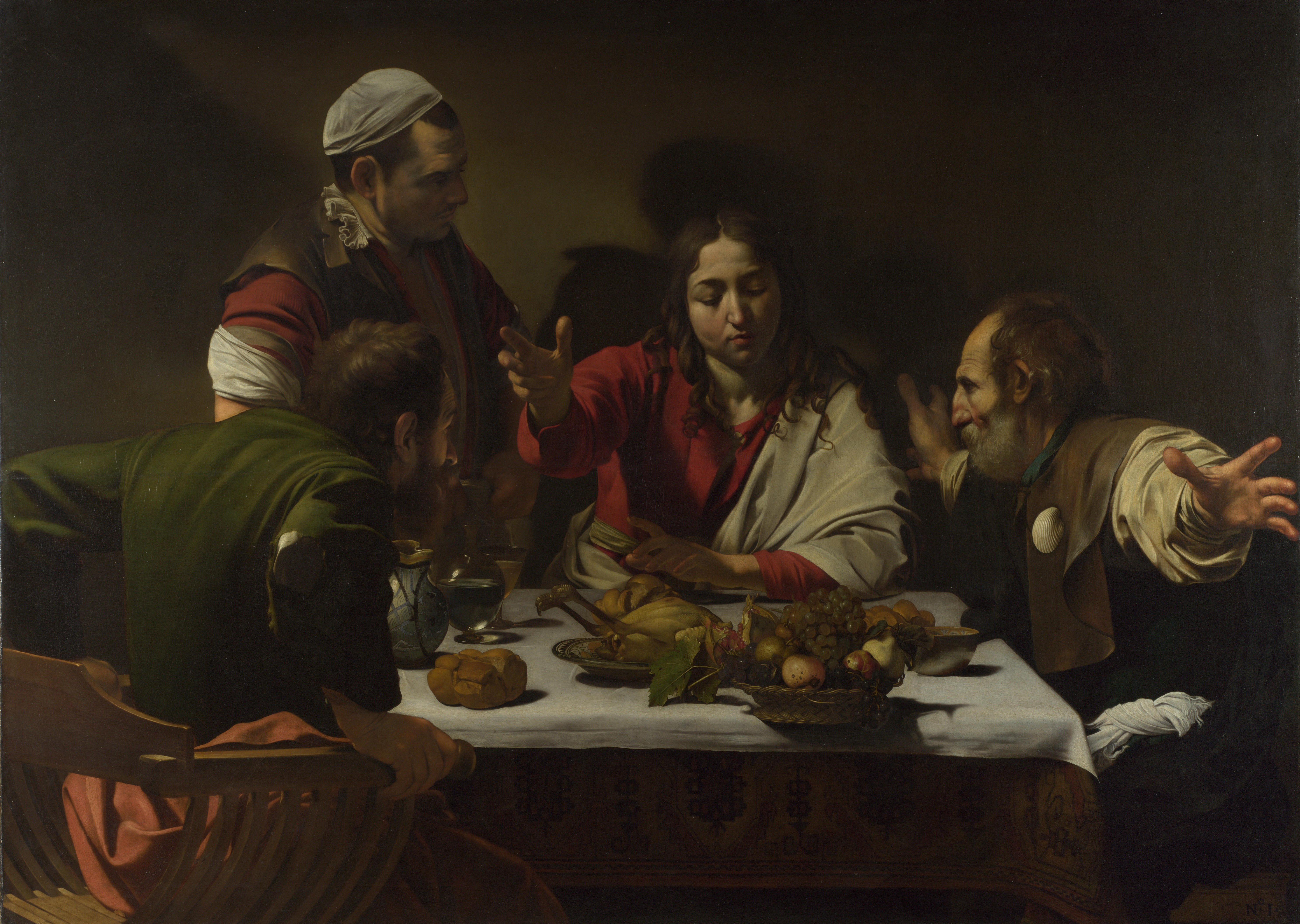
Le Souper à Emmaüs, v.1601-1602, Londres (National Gallery)

Il s'agit là de la seule nature morte incontestablement attribuée à Caravage. C'est un tableau qui touche beaucoup son propriétaire le cardinal Borromeo, de même que del Monte qui en aurait eu « les larmes aux yeux » ; mais elle marque aussi les artistes contemporains de Caravage, qui ne manqueront pas d'en réaliser de nombreuses copies. Cette façon de représenter une nature morte à hauteur du regard, en trompe-l’œil, est en effet peu courante bien que ce type de nature morte autonome sans lien avec des figures soit déjà une pratique courante en Lombardie.
Le trou de ver dans la pomme, les fruits trop mûrs et les feuilles déchirées montrent que le traitement de cette nature morte la fait tendre vers une vanité, renforcée par le « contraste génial » du fond jaune paille, ce fond doré qui constitue pour Francesca Cappelletti un « morceau de bravoure (…) dans la compétition avec la nature engagée par les peintres antiques ». Les feuilles peuvent ainsi résumer le cycle de la vie : du haut en bas et de gauche à droite, on les voit passer de la fraîcheur au dessèchement et à la mort.
Même si d'autres tableaux, dans les débuts de la carrière de Caravage, présentent des ensembles de fruits (Garçon pelant un fruit, Garçon avec un panier de fruits…), le lien le plus évident dans son œuvre est à établir avec le Souper à Emmaüs de Londres, où une corbeille très semblable est posée également en déséquilibre au bord de la table. Cet élément est l'un de ceux qui font pencher pour une datation plus tardive du tableau.
Alfred Moir fait remarquer que la toile au départ était plus allongée : l'analyse aux rayons X révèle qu'une frise de putti et de rinceaux y figurait auparavant, mais que Caravage en a coupé l'extrémité pour renverser la toile, l'apprêter et y peindre la corbeille de fruits avant d'ajouter le fond.

## Postérité
Le tableau fait partie du musée imaginaire de l'historien français Paul Veyne, qui le décrit dans son ouvrage justement intitulé Mon musée imaginaire. Il relève également des « 105 œuvres décisives de la peinture occidentale » constituant celui de Michel Butor.